# Talos
Talos là một chi khủng long, được Zanno Varricchio O'Connor Titus & Knell mô tả khoa học năm 2011.